# Арабела Чърчил
Арабела Чърчил (Arabella Churchill) (23 февруари 1648 – 30 май 1730) е метреса на Йоркския херцог Джеймс Стюарт преди той да стане крал като Джеймс II. Тя е сестра на известния по-късно генерал Джон Чърчил, херцог Марлборо и далечна роднина на сър Уинстън Чърчил, министър-председател на Великобритания през Втората световна война. Майка е на известния френски маршал Джеймс ФицДжеймс, херцог Бъруик.
Дъщеря е на сър Уинстън Чърчил (1620 - 1688). Най-вероятно е родена в Аш, в семейното имение на майка си Елизабет Дрейк. Баща ѝ е член на парламента, историк и подкрепя крал Чарлз I през гражданските войни (Английската революция). По майчина линия е роднина на херцог Бъкингам, фаворит на Джеймс I. Петнадесет годишна е изпратена в двора, за да стане придворна дама на херцогинята на Йорк Ан Хайд. Така през 1667 г. попада на вниманието на нейния съпруг Джеймс, брат на крал Чарлз II, който е с петнадесет години по-възрастен. Арабела е много слаба и затова му допада. Описват я като „високо създание, с бледо лице, нищо повече от кожа и кости“. Фигурата ѝ предизвиква шушукане в двора, но един ден пада от коня по време на лов и всички виждат красивите ѝ крака. Оттогава никой не се съмнява в красотата ѝ.
Връзката с Джеймс Стюарт е дълга и страстна, чрез нея Арабела достига най-високите позиции, които са ѝ достъпни. Ражда от него четири деца, като всички носят името „ФицДжеймс“, тоест дете на Джеймс. Това са Хенриета (1667 - 1730), Джеймс (1671 - 1734), Хенри (1673 - 1702) и Арабела (1674 - 1704). След смъртта на Ан Хайд през 1671 г. двамата са заедно без притеснения, но две години по-късно Йоркският херцог се омъжва за Мария ди Модена и постепенно интересът му към Арабела отминава.
През 1680 г. тя се омъжва за полковник Чарлз Годфри, от когото също има три деца. Той подкрепя Уилям ІІІ по време на Славната революция и получава собствен полк. Семейният живот е щастлив и продължава чак до смъртта на полковника през 1714 г.